# Марсден, Карен
Карен Элизабет Марсден (англ. Karen Elizabeth Marsden; ) — австралийская хоккеистка на траве, вратарь. Олимпийская чемпионка 1996 года, чемпионка мира 1994 года.

## Биография
Карен Марсден родилась 28 ноября 1962 года в австралийском городе Маргарет Ривер.
Играла в хоккей на траве за «Вестсайд Вулвз».
В 1993 году в составе женской сборной Австралии завоевала золотую медаль Трофея чемпионов в Амстелвене.
В 1994 году выиграла золотую медаль чемпионата мира в Дублине.
В 1996 году вошла в состав женской сборной Австралии по хоккею на траве на летних Олимпийских играх в Атланте и завоевала золотую медаль. Играла на позиции вратаря, провела 7 матчей.
В январе 1997 года была награждена медалью ордена Австралии, в ноябре 2000 года — Австралийской спортивной медалью.